# Le Fleix
Le Fleix is een gemeente in het Franse departement Dordogne (regio Nouvelle-Aquitaine). De plaats maakt deel uit van het arrondissement Bergerac. Le Fleix telde op 1 januari 2022 1.498 inwoners.

## Geografie
De oppervlakte van Le Fleix bedraagt 18,05 km², de bevolkingsdichtheid is 82 inwoners per km² (per 1 januari 2019).
De onderstaande kaart toont de ligging van Le Fleix met de belangrijkste infrastructuur en aangrenzende gemeenten.

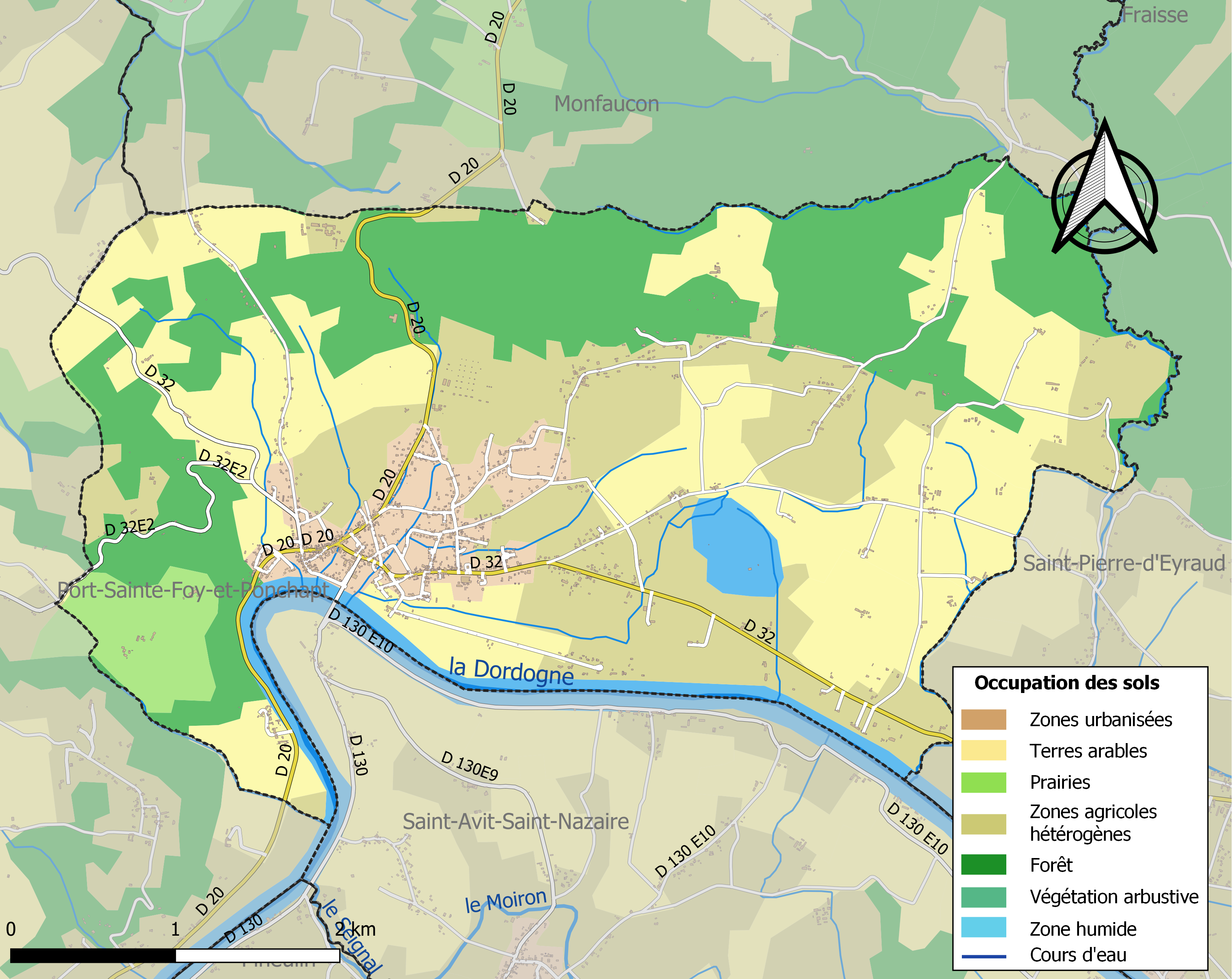

## Demografie
Onderstaande figuur toont het verloop van het inwonertal (bron: INSEE-tellingen).